# Organização da Liga dos Comunistas no Exército Popular Iugoslavo
A Organização da Liga dos Comunistas no Exército Popular Iugoslavo (LCY–YPA; em servo-croata: Организација Савеза комуниста у Југословенској народној армији / Organizacija Saveza komunista u Jugoslovenskoj narodnoj armiji, em macedônio/macedónio: Организација Сојузот на комунистите во ЈНА, em esloveno: Organizacija Zveze komunistov v JLA) era o ramo da Liga dos Comunistas da Iugoslávia (SKJ) para membros do Exército Popular Iugoslavo. 

## Descrição
A LCY-YPA constituiu geralmente um agrupamento conservador dentro das organizações partidárias.  Na 9ª Conferência final da LCY-YPA, em Belgrado, em novembro de 1989, o chefe do comitê da organização, o almirante Petar Šimić, falou contra a democracia multipartidária. 
Após a dissolução da Liga dos Comunistas da Iugoslávia em Janeiro de 1990, o LCY-YPA foi reformada como Liga dos Comunistas – Movimento pela Iugoslávia em Novembro de 1990. 